# HTML+
HTML+ es un conjunto de extensiones de HTML formalizado por David Raggett en 1993, previamente a la primera especificación formal de HTML, y como recopilación, unificación, replanteamiento y mejora del conjunto de diferentes dialectos de HTML usados hasta entonces a partir de las primeras implementaciones realizadas por Tim Berners Lee en el período 1989-1991.
Con respecto a HTML, HTML+ aporta características nuevas como imágenes, tablas y formularios. También supone una generalización de comportamiento que refleja la experiencia práctica hasta el momento con HTML, intentando posibilitar mayor facilidad de conversión desde y hacia otros formatos. Asimismo se formalizan las listas anidadas, que venían usándose como característica propietaria hasta entonces, en las primeras implementaciones.
Resumen de características adicionales con respecto a las versiones previas (no formales) de HTML:
- Formularios (elementos FORM, INPUT, TEXTAREA, SELECT, OPTION, y la mayoría de atributos presentes en la forma actual de XHTML).
- Elemento MH en formularios para transmisión de cabeceras tipo RFC 822.
- Elemento FIG para imágenes (precursor del float de CSS, con el elemento adyacente CAPTION para la entradilla de la imagen).
- Elemento de línea horizontal (HR).
- Elemento para tachado de texto (S).
- Elementos para subíndices y superíndices (SUB y SUP).
- Comillas en línea (elemento Q).
- Indicación de cambios (elemento CHANGED).
- Elementos para inclusión de simbología matemática (precursores de MathML).
- Elementos de literatura semántica: ABSTRACT, BYLINE, QUOTE, NOTE.
- Notas marginales y de pie de página (FOOTNOTE y MARGIN).
- Identificadores de fragmento (atributo id en cabeceras H1...H6).
- Soporte moderno de tablas:

```

 
<
table border>
 
<
caption>A more complex table</caption>
 
<
th rowspan=2><th colspan=2>average<th rowspan=2>other<br />category<tr>
 
<
th>height <th>weight <tr>
 
<
th align=left>males <td>1.9 <td>0.003 <td>yyy <tr>
 
<
th align=left>females <td>1.7 <td>0.002 <td>xxx
 
<
/table>
 
```

|         | average | average | other category |
| height  | weight  |         | other category |
| ------- | ------- | ------- | -------------- |
| males   | 1.9     | 0.003   | yyy            |
| females | 1.7     | 0.002   | xxx            |

Esta especificación es contemporánea al navegador Cello y a las primeras implementaciones de X-Mosaic.